# 大中央機場 (約翰內斯堡)
大中央機場（英語：Grand Central Airport）是一個細小而私人的機場，但是公開啟用，機場位於南非約翰內斯堡米德蘭特。
機場內有一套頗完整的設備，是24小時運作，機場內有一座現代化的航站樓(但是缺乏海關設施)，又有一些基地是航空學校和2至3個基地經營者，基地經營者會提供維修小型飛機服務。
這是一個小型機場，只限於輕型飛機。

## 歷史
機場於1930年啟用，是由一班賽車手建造的，他們對航空也有興趣，因而建造這個機場。他們的舊賽道，現在都不使用了，遺蹟在機場的西北方。

## 航空設備
- 歸航台NDB - GC382.5

## 傳註
1. ↑  世界航空数据库中的FAGC机场数据，数据截止日期：2006年10月。
2. ↑  數碼航空航班信息檔案

## 外部連結
- 官方網站 （页面存档备份，存于）